# El prisionero del planeta Marte
El prisionero del planeta Marte (Le prisonnier de la planète Mars) (1908) es una novela del escritor francés Gustave Le Rouge, que mezcla una trama de ciencia ficción y vampirismo. Constituye la obra más destacada del autor. Al año siguiente publicó su secuela: La guerra de los vampiros (La guerre des vampires).
Los vampiros de la novela no son criaturas no muertas, sino una cruel raza de murciélagos humanoides que habitan en el planeta Marte y que se alimentan de sangre.
La obra de Gustave Le Rouge es una novela de aventuras frenética y surrealista, con claras influencias de Julio Verne y otros escritores franceses del siglo XIX. Asimismo, el personaje de Robert Darvel y la trama guardan varias referencias a la historia La guerra de los mundos de H. G. Wells. El autor también utiliza elementos científicos de astronomía de Camille Flammarion y Giovanni Schiaparelli.
En España la novela fue publicada en dos partes: El náufrago del espacio y El astro monstruoso.

## Sinopsis
Robert Darvel, un joven ingeniero y científico de los Estados Unidos, viaja al Tíbet, al monasterio de Chelambrum, donde el Príncipe Ardavena lo convence para que construya un condensador de energía psíquica, una máquina elaborada que permitirá concentrar las energías de mil faquires para que una persona pueda comunicarse con otros planetas.
Previamente Robert Darvel había intentado comunicarse con el planeta Marte escribiendo cartas gigantescas en la tundra siberiana, con la esperanza de que los marcianos pudieran leerlas y escribieran símbolos igualmente gigantescos sobre la superficie de su planeta (Una noción presente en la astronomía de la época).
Sin embargo, el Príncipe Ardavena no es un filántropo desinteresado, sino un conspirador maligno que pretende utilizar el poder de la máquina psíquica para dominar el mundo.
No obstante la máquina falla ante el exceso de energía, resultando mucho más poderosa de lo que se pensaba y Robert Darvel es catapultado físicamente hasta el planeta Marte, en cierta manera como si su "forma astral" hubiera sido enviada y solidificada en su punto de destino.
Por desgracia, una vez en Marte, Darvel no tiene forma de regresar o comunicarse con la Tierra. Descubre que el planeta es pantanoso y está habitado por una raza primitiva e infeliz de pequeños humanoides, que visten con mantos de plumas, pero carecen del conocimiento para crear fuego.
Darvel describe la exótica fauna marciana, entre la que se encuentran cangrejos, almejas y topos gigantes, que especula que han sido los responsables de excavar los canales de Schiaparelli que se ven desde la Tierra. También se encuentra con grandes pulpos con rostros humanoides (una vaga referencia a los invasores de La guerra de los mundos de H. G. Wells).Además existe una raza de inteligentes criaturas humanoides con alas de murciélago, los Erloor, vampiros que dominan a los humanos.
Robert Darvel decide ayudar a los humanos y les enseña a crear fuego para atacar y derrotar a los Erloor. Sus sentimientos le llevan a perdonar a un pequeño niño Erloor, que lo lleva a la cueva donde habitan sus congéneres, y donde es hecho prisionero.
Por fortuna Darvel es rescatado por los humanos de Marte que ha liberado. Al mismo también descubre la existencia de otra raza de Erloor que son invisibles, pero Darvel encuentra un yelmo de ópalo que le permite verlos. Estos Erloor tienen brillantes alas de libélula, cabezas humanas redondas, cuerpos pequeños y dos brazos tentaculares sin huesos que terminan en dedos flexibles.
Darvel viaja al subsuelo de Marte para combatir contra los Erloor invisibles y encuentra una civilización entera de durmientes bajo la superficie del planeta, y una ciudad subacuática cuyos habitantes se muestran indiferentes a lo que ocurre en la superficie.
Poco a poco Robert Darvel va comprendiendo el orden jerárquico de las civilizaciones marcianas. En el fondo se encuentran los primitivos humanos del pantano que ayudó a liberar, por encima de ellos los Erloor "murciélagos", por encima de ellos los Erloor "invisibles" y en lo alto de la pirámide un Cerebro Gigante que gobierna el planeta desde su montaña de cristal. Este ser trata con crueldad a los Erloor invisibles, que se encuentran muy infelices con su situación.
Darvel neutraliza el poder del Cerebro Gigante, interrumpiendo su tiranía. Pero el Cerebro se recupera, utiliza a sus esclavos Erloor para capturar a Robert y lo envía de vuelta a la Tierra, utilizando la energía de un volcán para acelerar su regreso.
En La guerra de los vampiros, Robert descubre que quince de los Erloor invisibles lo han acompañado a la Tierra. Quieren que Robert regrese a Marte y destruya al Cerebro Gigante para que ellos puedan gobernar el planeta, y para ello lo amenazan con matar a su prometida. Sin embargo, Robert consigue matar a todos los Erloor excepto a uno, que huye a Túnez, donde escribe un amargo poema sobre su derrota.